# Max Knaake
Max Knaake, gebürtig Carl Fritz Max Knake (* 6. September 1884 in Berlin; † 18. September 1968 ebenda), war ein deutscher Filmarchitekt.

## Leben
Knaake erhielt seine Ausbildung an einer Baugewerbeschule. Nach einer praktischen Ausbildung zum Zeichner bildete sich der Berliner an der Hochschule für Bildende Künste in Berlin fort. 1912 kam er bei der französischen Gaumont erstmals mit der Filmbranche in Berührung. 1919 setzte Max Knaake seine szenenbildnerische Tätigkeit bei der Produktionsfirma Oskar Messters fort. Zunächst wurde er für die Malarbeiten bei der Kulissen-Herstellung eingesetzt.
1925 begann Knaake Filmbauten zu entwerfen, ohne sich an eine einzige Produktionsfirma fest zu binden. Kaum einer dieser Filme war künstlerisch höherwertig. Im Frühjahr 1929 inszenierte er für die deutsche Filiale der Universal Pictures mit Durchs Brandenburger Tor seinen einzigen Film. Gegen Ende des Zweiten Weltkriegs gestaltete Knaake in Prag und Wien produzierte Filme. Nach dem Krieg wurde er nur noch selten und dann von der DEFA eingesetzt. 1959 wirkte er als Szenenbildner für die Dokumentarfilmabteilung der DEFA.
Seine Ehefrau Charlotte Knaake (geb. Lübke) übernahm 1925 von Adolf Edgar Licho die Dodo-Film GmbH (1925–1932).

## Filmografie
- 1912: La reddition de Huningue
- 1920: Ich-bin-du...
- 1923: Bohème
- 1924/26: Der krasse Fuchs
- 1925: Zapfenstreich
- 1925: Die große Gelegenheit
- 1926: Die Wiskottens
- 1926: In Treue stark
- 1926: Der Kampf der Geschlechter
- 1926: Die Sporck’schen Jäger
- 1927: Die heilige Lüge
- 1927: Die Geliebte des Gouverneurs
- 1927: Die Sünderin
- 1927: Die elf Teufel
- 1928: Freiwild
- 1928: Geschlecht in Fesseln
- 1928: Hurrah! Ich lebe!
- 1929: Die Mitternachts-Taxe
- 1929: Durchs Brandenburger Tor (auch Regie)
- 1929: Ich lebe für Dich
- 1929: Frühlings Erwachen
- 1929: Sturmflut der Liebe
- 1930: Abschied
- 1931: Gesangsverein Sorgenfrei
- 1931: Er und seine Schwester
- 1932: Muß man sich gleich scheiden lassen?
- 1933: Die Fahrt ins Grüne
- 1933: Die vom Niederrhein
- 1933: Das Tankmädel
- 1936: Ein Lied klagt an
- 1936: Die Leute mit dem Sonnenstich
- 1937: Die göttliche Jette
- 1937: Heiratsschwindler
- 1938: Er und seine Schwester (Ma sœur de lait)
- 1938: Skandal um den Hahn
- 1938: Menschen, Tiere, Sensationen
- 1939: Die unheimlichen Wünsche (auch Mitproduktion)
- 1939: Eine kleine Nachtmusik
- 1940/53: Gesprengte Gitter
- 1943: Romantische Brautfahrt
- 1944: Glück bei Frauen
- 1944: Hundstage
- 1944: Spiel
- 1944/47: Umwege zu Dir
- 1955: Wer seine Frau lieb hat …
- 1956: Friedrich Schiller